# Romi u Urugvaju
Romi u Urugvaju osobe su s potpunim ili djelomičnim romskih podrijetlom ili Romi koji su se doselili u Urugvaj.
U Urugvaju se pogrdno nazivaju gitanos što odgovrana nadimku "cigan".
Prema podatcima Državnog statističkog zavoda Urugvaja, u Urugvaju živi oko 400 osoba romske pripadnosti ili onih koji se smatraju Romima.
Većina Roma u Urugvaju priča španjolski kao materinji jezik te ih se većina izjašnjava katolicima.
Najveći dio Roma kao državu svoga rođenja navodi Srbiju, Rumunjsku i Mađarsku.